# NGC 657
NGC 657 (również OCL 337) – gromada otwarta znajdująca się w gwiazdozbiorze Kasjopei. Odkrył ją John Herschel 28 listopada 1831 roku. Jest położona w odległości ok. 4,5 tys. lat świetlnych od Słońca.